# ニンジャウォーリアーズ
『ニンジャウォーリアーズ』（THE NINJA WARRIORS）は、1988年にタイトーから稼働されたアーケード用横スクロールアクションゲーム。
同社の『ダライアス』（1987年）に続く3画面筐体ゲーム第2弾としてアーケードに登場。開発はタイトー中央研究所熊谷分室が行い、ゲーム・デザインおよびシナリオは辻野浩司、ディレクターは後に『オペレーションサンダーボルト』（1988年）などを手掛けた緒方正樹が担当している。ゲーム内容は、1993年を舞台に革命軍のリーダーが開発した主人公の「KUNOICHI」および「NINJA」を操作し、悪の独裁者「バングラー」を暗殺する事を目的としている。
『ダライアス』と同型のボディソニックを内蔵した筐体で、シート下のスピーカーから迫力のある重低音のサウンドを体感出来る仕様となっている。使用音源はヤマハのYM2610。楽曲は同社サウンドチームZUNTATAの“OGR”こと小倉久佳がメインで担当。ステージ1・6のBGM“DADDY MULK”は、サビに津軽三味線のサンプリングを用いたソロパートを導入するなど当時としては他に類を見ない手法が使われている（後にゲームミュージックフェスティバル'90で実際に津軽三味線奏者が招かれてこの曲が演奏された）。
1989年にPCエンジンに移植された他、同年に欧州ではAmiga、Amstrad CPC、Atari ST、ZX Spectrum、1990年にコモドール64、1993年にはメガCDに移植された。2006年には携帯電話アプリゲームとしてEZアプリ、iアプリ、Vアプリの携帯電話3キャリアにおいて配信された他、2008年にはアーケード版に忠実な形で携帯電話各キャリアにおいて配信された。PCエンジン版は2006年にWindows用ソフトとしてi-revoにて配信された他、2008年にWii用ソフトとしてバーチャルコンソールにて配信された。アーケード版は2017年にPlayStation 4用、2019年にNintendo Switch用ソフトとしてアーケードアーカイブスにて配信された。
アーケード版はゲーム誌『ゲーメスト』の企画「第2回ゲーメスト大賞」（1988年度）にて大賞4位、ベストグラフィック賞6位、ベストエンディング賞2位、ベストVGM賞1位を獲得した他、ゲーメストムック『ザ・ベストゲーム』では33位を獲得した。
後にリメイク版となるスーパーファミコン用ソフト『ザ・ニンジャウォーリアーズアゲイン』（1994年）が発売された。

## ゲーム内容

### ゲームシステム
全6ステージ構成。2人同時プレイ可能。プレイヤーは、8方向レバー+2ボタンで殺人マシーンのKUNOICHI (1P)と、NINJA (2P)を操作し、2種類の武器“苦無”と“手裏剣”を駆使して、画面左右から立ちはだかる敵を倒しながら右方向に進む。プレイヤーはライフ制となっており、敵から攻撃を受けるとライフゲージが減少し、ライフゲージが尽きる、またはタイムが0になるとゲームオーバーとなる。
画面スクロールは自機の動きにあわせて進み、自機が立ち止まるとスクロールも止まる。ただし後戻りはできない。立ち止まることで敵の出現を抑えることができるが上記の通り時間制限があるためずっと立ち止まっていることはできない。
また、2人同時プレイ時は全ステージにおいて、忍者系の敵が“ソロプレイ時より多く出現する”、“（一部ステージでの）シャドーマンの耐久力がUPする”、“最終面で（ソロプレイ時より）出現するタイミングが早い”など若干の難易度の上昇がある。
なお、KUNOICHIよりも、NINJAのほうが若干耐久力が高く設定されている。
苦無は接近戦用の主な武器で、近接した敵を斬り倒す。飛び道具の手裏剣は苦無の1/2の威力だが、連発可能で遠距離の敵にヒットさせることが出来るものの、投擲できる数に制限がある。なお、忍者系の敵（土蜘蛛、くノ一、火炎忍者、ムササビ、シャドーマン、アイアンアーム）を倒すと、1体につき、5発分が補充される。また、各ステージクリア毎に30発分が自動的に補充される仕様となっている。 苦無ボタンを押したままにすると、苦無を交差させて“防御”の構えとなり、敵のナイフ、銃弾、手裏剣などを無傷でガードすることが出来る。ただし、火炎、砲弾の爆発などはガード出来ない。また、一定時間、防御したままの姿勢でいると、ペナルティエネミー（アーミーライフル、忍犬、ムササビのいずれか）がランダムで出現する。（※ステージ5のみムササビは出現しない）また、例外としてステージ6では先述の条件を満たしても、ペナルティエネミーは一切出現しない。 苦無を構えながら斜めジャンプをすると、通常のジャンプより滞空時間が長い“回転ジャンプ”を繰り出すことができ、ジャンプ中は“着地するまで完全無敵”となる。各種敵の攻撃を回避するほか、“間合いを詰める”、“敵の背後に回り込む”など、様々な用途がある。また、このゲームの特徴として、 敵の銃弾や手裏剣、爆発などの攻撃を受けて被弾すると、攻撃を受けた部位は忍者服の布地が剥がれて内部のメカが露出してしまい、以後、露出した部位に攻撃を受けると2倍のダメージを受けてしまう。ライフは各ステージクリア時に完全回復するが、露出した部位の布地は修復されないため、出来るだけ破損を避けて進む必要がある。

## 設定

### ストーリー
1993年―。かつて栄華を誇っていた某大国は、重大な危機に直面していた。悪の独裁者“バングラー”が邪悪な魔力により、大統領に就任してからというもの、あらゆる犯罪が国中に氾濫し、人々の意識は洗脳され、社会は荒廃してしまった…。そんな中、この病める大国に一大革命をもたらそうと、革命軍のリーダー“サー・マルク”は大統領バングラーを暗殺すべく、古来、東洋の島国で活躍していたという“忍者”をモチーフに2体の殺人マシーン“KUNOICHI”と“NINJA”を極秘裏に開発、完成させる。こうして、2体の殺人マシーンによる大統領暗殺作戦が開始されたのであった…。

### ステージ構成
ステージ1：スラム街
寂れ果て荒廃してしまった街のステージ。
ステージ2：軍事基地
軍事基地のステージ。戦車が登場する。
ステージ3：格納庫
軍事基地の格納庫内のステージ。
ステージ4：ビル街
夜のビル街のステージ。戦車が再登場する。
ステージ5：地下水路
バングラー官邸に通じる地下水路のステージ。
ステージ6：バングラー官邸
黒幕バングラーが待ち受ける最終ステージ。プレイヤーを阻止すべく、各敵兵士、ガードロボット、忍者系の敵が総動員で各フロアに待ち受ける。タイム制限が厳しい。

## 敵キャラクター
各ステージに出現する敵は、基本的に“兵士”“忍者”“動物”“ロボット”の4種で構成されている。
アーミーナイフ
全ステージに登場。画面左右からコンバットナイフで攻撃してくる雑魚兵士。緑と青の2タイプおり、青は耐久力が2倍となっている。ステージ2以降は至近距離でプレイヤーがしゃがんでいると、跳び蹴りで攻撃してくる。時折、プレイヤーの上段攻撃をしゃがんで避けつつ、フェイント攻撃を仕掛けくる者もいるので注意。
アーミーライフル
全ステージに登場。アサルトライフルで攻撃してくる兵士。緑と青の2タイプがいる。基本的に2人一組のペアでプレイヤーを挟み撃つ形で出現する。ステージが進むと2〜4連射してくる者も。時折、しゃがんで撃ってくることもあるので注意。ペナルティエネミーとしても出現し、この場合はライフルを必ず4連射で撃ってくる。
アーミーランチャー
ステージ1、3、4、6に登場。グレネードランチャーで攻撃してくる兵士。茶と青の2タイプがいる（※青はステージ6冒頭のみ出現）。こちらも基本的に2人一組のペアでプレイヤーを挟み撃つ形で出現。プレイヤーの立つ位置を狙い、着弾すると爆発する擲弾を放物線状に放つ。稀にランチャーを暴発させて（勝手に）自爆することがある。
コマンダー
ステージ1、2、3、4、5に登場。アーミーナイフ＆アーミーライフルを引き連れて出現する戦闘指揮官。基本的にプレイヤーと一定の距離を取って無線で指示を出すだけで攻撃は一切してこない。一定時間が経つと、「Retreat!」（退却だ！）との掛け声とともに退却する。ちなみに退却時に周りに退却させる兵士敵がいない場合は台詞が「No damn way!」（クソったれ！）に変わる。
スナイパー
ステージ1、2、4、6に登場。建物の物陰から現れて狙撃用ライフルで攻撃してくるヒットマン。接近すると物陰に隠れてしまうため、手裏剣でないと倒せない。
戦車（アーミータンク）
ステージ2、4に登場。キャタピラーの轟音とともに、画面外からプレイヤーの目の前に3、4発の砲撃を威嚇射撃したのちに出現。コクピットから機関銃手が身を乗り出し、プレイヤーの足元を狙い軽機関銃を斉射して攻撃してくる。基本的にプレイヤーが戦車に跳び乗るとコクピット内に隠れてしまうため、（遠距離からの）4発の手裏剣でなければ倒せないが、投擲すると姿勢を低くして回避しようとするので、再び身を乗り出した瞬間を上手く狙う必要がある。機関銃手を殺害するか一定時間経過で画面外に撤退する。
忍犬
ステージ1、2、4、5に登場。画面左右から高速で駈けてきてプレイヤーに突進してくる大型犬。ステージ2、4のみ、ジャンプで跳びかかって攻撃してくることがある（※ペナルティエネミーの場合のみステージ3にも出現）。手裏剣でも一発で倒せる。
バット
ステージ5のみ登場。地下水路に棲みつくコウモリ。プレイヤーが近づくと、しつこくまとわりついてくる。忍犬と同じく、手裏剣一発で落とせるが、静止中でも手裏剣が当たれば倒せる。
3SVO
ステージ6のみ登場。バングラー官邸を警備するガードロボットで、フロア内の一定の区間を移動しながらプレイヤーのいる方向に防御不能のレーザーを撃つ。手裏剣は効かないが、苦無で何度か斬りつけることで破壊（行動不能に）出来る。
土蜘蛛
ステージ1、2、3、5、6に登場。せむしの敵忍者。プレイヤーと一定の距離を取りながら跳躍しつつ接近し、両手の鉤爪を突き出して攻撃してくる。アルゴリズムが異なる2種類のタイプがいる。出現から一定時間が経過すると跳躍しながら画面外へ撤退する。
くノ一
ステージ1、3、5、6に登場。プレイヤーのKUNOICHIの色違い。敵キャラ唯一の女性の敵忍者。近距離では長い忍刀を振り下ろし、距離が開くと忍刀でプレイヤーの手裏剣を防ぎ、手裏剣を放つ。体力が残り少なくなると、「No damn way!」（クソったれ！）と、捨て台詞を吐きながら煙遁の術で逃亡する。ステージ5に出現する者のみ、耐久力が低い。
火炎忍者
ステージ2、6に登場。口から火炎を吐き出して攻撃してくる敵忍者。火炎は防御不能な上、手裏剣を放つとプレイヤーの背後に瞬間移動してかわす強敵。低確率だが稀にステージ4後半に出現することもある。
ムササビ
ステージ3、4に登場。ムササビの術を使う敵忍者。画面上空から緩やかな軌道でプレイヤーに襲いかかり、反転して去っていく。手裏剣一発で倒せる。
シャドーマン
ステージ3、4、5、6に登場。般若の面を被り、プレイヤーと同じく苦無と手裏剣を操る敵忍者。回転ジャンプこそ出来ないが、プレイヤーの動きを真似（コピー）し、正面からの攻撃は苦無でほぼ防御されてしまうので、倒すには上手く背後に回り込む必要がある。空中で攻撃を受けると「No damn way!」（クソったれ！）の台詞とともに瞬間移動で間合いを離してくる。
アイアンアーム
忍者系としては最強クラスを誇る敵忍者。刺鉄球付きの鎖鎌で武装。「I'll kill you!」（お前を殺してやる！）を連呼しながら鉄球(苦無で防御しても押し戻す効果あり。)を振り回し投げつけ、近距離では鎌で斬りかかる。手裏剣は全く受け付けず、苦無も通常では両腕の手甲で完全にガードする強敵（※一応、テクニックでガードを無効化しつつダメージを与える方法がある）。通常の“シルバー”以外に、ステージ6道中のみ出現する、中ボスで耐久力が低い“カッパー”、最終防衛ラインを死守する耐久力が高い“ゴールド”の3種類のタイプが存在する。
バングラー
本作の黒幕であり、暗殺のターゲット。ステージ6の最終防衛ラインで部屋内の兵士達やアイアンアームに「Attack!」(攻撃しろ！)と命令。プレイヤーが接近するとハンドガンを3連発して奥の部屋へ逃亡する。最終防衛ラインを突破し、画面端まで追い詰めると、狼狽しながら「Please, Don't Kill Me....」（お願いだ、殺さないでくれ....）と命乞いしてくる。なお、1P側のKUNOICHIソロプレイ時のみ、背を向けると「No damn way!」（クソったれ！)の台詞の後、ハンドガンを3連発で撃ってくる。ちなみに、2P側のNINJAでのソロプレイの場合は、背を向けてもハンドガンによる反撃をせずに、腕組みをして立っているだけである。
手裏剣は効かないが、苦無の一撃で呆気なく絶命する。倒せばエンディングとなる。

## 移植版
| No. | タイトル                 | 発売日             | 対応機種                               | 開発元                      | 発売元       | メディア                                   | 型式              | 売上本数 | 備考               |
| --- | ------------------------ | ------------------ | -------------------------------------- | --------------------------- | ------------ | ------------------------------------------ | ----------------- | -------- | ------------------ |
| 1   | ニンジャウォーリアーズ   | 1989年6月30日      | PCエンジン                             | タイトー                    | タイトー     | 3メガビットHuCARD                          | TP01002           | -        |                    |
| 2   | THE NINJA WARRIORS       | 1989年             | Amiga Amstrad CPC Atari ST ZX Spectrum | Sales Curve                 | Virgin Games | フロッピーディスク                         | -                 | -        |                    |
| 3   | THE NINJA WARRIORS       | 1990年             | コモドール64                           | Sales Curve                 | Virgin Games | フロッピーディスク                         | -                 | -        |                    |
| 4   | ニンジャウォーリアーズ   | 1993年3月12日      | メガCD                                 | アイシステム東京            | タイトー     | CD-ROM                                     | T-11024           | -        |                    |
| 5   | ニンジャウォーリアーズ   | 2006年3月2日       | CDMA 1X WIN対応端末 （EZ (BREW)）      | タイトー                    | タイトー     | ダウンロード                               | -                 | -        |                    |
| 6   | ニンジャウォーリアーズ   | 2006年3月7日       | FOMA 900/901/902シリーズ （iアプリ）   | タイトー                    | タイトー     | ダウンロード （タイトーG@meパーク）        | -                 | -        |                    |
| 7   | ニンジャウォーリアーズ   | 2006年3月15日      | ボーダフォンライブ! （Vアプリ）        | タイトー                    | タイトー     | ダウンロード                               | -                 | -        |                    |
| 8   | ニンジャウォーリアーズ   | 2006年6月8日       | Windows                                | タイトー                    | アイレボ     | ダウンロード (i-revo)                      | -                 | -        | PCエンジン版の移植 |
| 9   | ニンジャウォーリアーズGS | 2008年1月16日      | Yahoo!ケータイ                         | タイトー                    | タイトー     | ダウンロード （インベーダーでGO！）        | -                 | -        | アーケード版の移植 |
| 10  | ザニンジャウォーリアーズ | 2008年9月11日      | BREW3.1／4.0対応端末 （EZアプリ）      | タイトー                    | タイトー     | ダウンロード （インベーダーでGO！）        | -                 | -        | アーケード版の移植 |
| 11  | ニンジャウォーリアーズ   | 2008年9月23日      | Wii                                    | タイトー                    | タイトー     | ダウンロード （バーチャルコンソール）      | -                 | -        | PCエンジン版の移植 |
| 12  | ニンジャウォーリアーズ   | 2017年9月7日       | PlayStation 4                          | ゴッチテクノロジー （移植） | ハムスター   | ダウンロード （アーケードアーカイブス）    | -                 | -        | アーケード版の移植 |
| 13  | ニンジャウォーリアーズ   | 2019年7月18日      | Nintendo Switch                        | ゴッチテクノロジー （移植） | ハムスター   | ダウンロード （アーケードアーカイブス）    | -                 | -        | アーケード版の移植 |
| 14  | タイトーマイルストーン   | 2022年2月24日      | Nintendo Switch                        | ハムスター                  | タイトー     | Nintendo Switch用ゲームカード ダウンロード | -                 | -        | アーケード版の移植 |
| 15  | ニンジャウォーリアーズ   | INT 2022年10月27日 | メガドライブ ミニ2 SEGA Genesis Mini 2 | エムツー                    | セガ         | プリインストール                           | HAA-2524 MK-16310 | -        | メガCD版の移植     |

PCエンジン版
- 3画面筐体だったアーケード版の雰囲気に近づけるため、画面の上下をにカットした横長のシネスコサイズのレイアウトで制作。スコアや体力ゲージはゲーム画面外の黒枠部分に表示となる。1人プレイ専用となったが、KUNOICHIとNINJAの好きな方を選択してプレイが可能で、コスチュームカラーも複数用意されていた。ROM容量の都合により戦車がカットされているものの、敵の動きや配置は他機種版よりもアーケード版に忠実な移植。後にパロディ版として『芸者ウォーリアーズ』の制作も発表されたがこちらはお蔵入りになった。

メガCD版
- 3画面だったアーケード版の雰囲気に近づけるために、映画で言うビスタサイズのように画面の上下をカットしたレイアウトで製作。CD-ROMの特性を活かし、アーケード版のBGMとタイトーのサウンドチームのZUNTATAによるアレンジ版から使用BGMを選択可能。また、PCエンジン版では登場しなかった戦車も出現し2人プレイも可能となった。ZUNTATA出演によるオリジナルのオープニングを追加。移植の発表当初はCD-ROMではなくROMカセットでの発売予定だったが、後にメディアをCD-ROMに変更して製作発売された。

EZアプリ版
- プレイヤーキャラクターはKUNOICHIのみ。武器の操作がオートとマニュアルから選択可能。サウンドはヤマハの音源チップ「MA7」を駆使し、後にサウンドトラックも発売された[10]。他キャリア向け（ドコモ、ソフトバンク）の各アプリよりも先にau（KDDI・沖縄セルラー電話連合）向けのEZアプリ（BREW）版が配信されるパターンは極めてまれである。[独自研究?]また、携帯電話の機種によっては最初からプレインストールされているものもある。

PlayStation 4、Nintendo Switch版
- アーケード版を3画面も含めオリジナルの仕様をそのまま移植。日本版に加え北米版と欧州版も収録されている。

## スタッフ
アーケード版
- プロデューサー：末角要次郎
- ディレクター：緒方正樹
- ライター：ONIJUST（辻野浩司）
- エグゼクティブ・プロデューサー：柚木久生
- ソフトウェア・ディレクター：佐々木大輔
- プログラマー：永田喜久、岩崎雄二、わたべよしゆき、緒方正樹、佐々木大輔
- プロダクション・デザイナー：石川幸生
- キャラクター・デザイナー：菊池正美、わきたよしひろ、西村年幸、讃岐平、岩渕忍、山名幸子、鎗田準次、五十嵐恒三、きたがわてつろう、石川幸生
- アシスタント・キャラクター・デザイン：ヴィジュアル・アーツ・プロダクション、アニメーション20、スペース・クリエイティブ
- スーパーバイジング・エディター：きたがわてつろう
- エディター：菊池正美、石川幸生
- コスチューム・デザイナー：我妻宏
- ハードウェア・デザイナー：真田敏之
- アシスタント・ハードウェア・エンジニア：下村悟
- 作曲、音楽ディレクター：小倉久佳（ZUNTATA）
- アシスタント・サウンド・プログラマー：八木下直人（ZUNTATA）
- サウンド・エディター：渡部恭久（ZUNTATA）
- サウンド・ハードウェア・デザイナー：中村司
- パブリシティー・スーパーバイザー：なかねひさよし
- ゲーム・デザイナー：ONIJUST（辻野浩司）

PCエンジン版
- プロデュース：長谷川桂祐
- ディレクト：高橋章二
- シナリオ：ONIJUST（辻野浩司）
- ソフトウェア・ディレクター：ORIHASAM
- プログラマー：鈴木治雄、いとうよういち、DRUNKER KZM、阿閉雅宏
- プロダクション・デザイナー：にしきたちなり
- キャラクター・デザイナー：古賀祐次、NISHIYAMAN、にしきたちなり
- 背景デザイナー：NISHIYAMAN
- 音楽、音楽監督：小倉久佳 (ZUNTATA)
- サウンド・エディター：WIZARDRY MASTER
- サウンド・ハードウェア・デザイナー：とよしまゆきよし
- ゲーム・チェッカー：内村語、とよしまゆきよし、NANNO KHK、佐藤義治
- スペシャル・サンクス：石川幸生、菊池正美、まつもとなおこ、わきたよしひろ、かけいまゆこ、ONIJUST（辻野浩司）
- ゲーム・デザイン：古賀祐次

## 評価
アーケード版
ゲーム誌『ゲーメスト』の企画「第2回ゲーメスト大賞」（1988年）で、読者投票により大賞4位を受賞している。その他に、ベストグラフィック賞で6位、ベストエンディング賞で2位、ベストVGM賞で1位、年間ヒットゲームで19位、ベストキャラクター賞では本作の主人公であるくのいちが8位を受賞している。また、1991年にそれまで発売されていたアーケードゲーム全てを対象に行われた『ゲーメスト』読者の人気投票によるゲーメストムック『ザ・ベストゲーム』では33位を獲得した。
PCエンジン版
ゲーム誌『ファミコン通信』の「クロスレビュー」では、5・8・8・6で合計27点（満40点）、『マル勝PCエンジン』では9・8・8・10の合計35点（満40点）、『PC Engine FAN』の読者投票による「ゲーム通信簿」での評価は以下の通りとなっており、21.94点（満30点）となっている。また、この得点はPCエンジン全ソフトの中で166位（485本中、1993年時点）となっている。
| 項目 | キャラクタ | 音楽 | 操作性 | 熱中度 | お買得度 | オリジナリティ | 総合  |
| 得点 | 3.93       | 3.86 | 3.58   | 3.70   | 3.37     | 3.50           | 21.94 |

メガCD版
ゲーム誌『ファミコン通信』の「クロスレビュー」では、5・7・4・4で合計20点（満40点）、『メガドライブFAN』の読者投票による「ゲーム通信簿」での評価は以下の通りとなっており、20.5点（満30点）となっている。
| 項目 | キャラクタ | 音楽 | お買得度 | 操作性 | 熱中度 | オリジナリティ | 総合 |
| 得点 | 3.6        | 3.9  | 3.4      | 3.4    | 3.2    | 3.1            | 20.5 |